# М'язова дистрофія

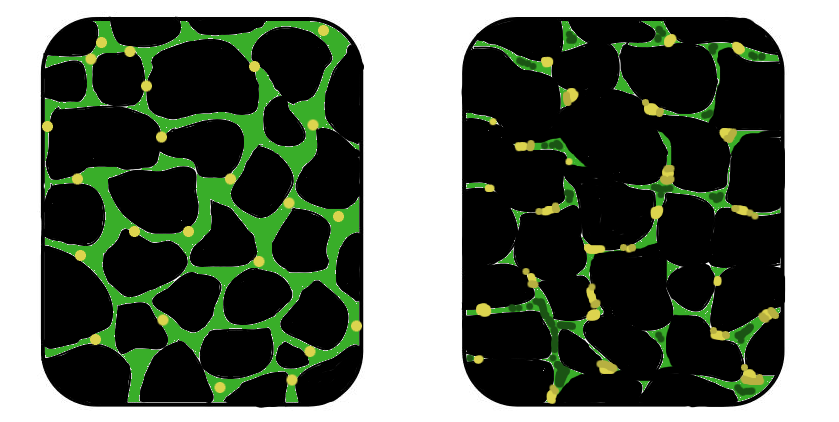
В ураженому м'язі (праворуч) тканина дезорганізована, а концентрація дистрофіну (зелений), важливого білку для нормального функціонування м'язу, сильно знижено.

М'язові дистрофії (МД) — генетично і клінічно неоднорідна група рідкісних м'язових захворювань, які викликають прогресуючу слабкість і руйнування скелетних м'язів з плином часу. Захворювання розрізняють за тим, які м'язи уражаються в першу чергу, ступенем слабкості, швидкістю погіршення стану і часом появи симптомів. Деякі типи також пов'язані з проблемами в інших органах.
Більше тридцяти різних захворювань класифікуються як м'язова дистрофія. З них м'язова дистрофія Дюшенна (МДД) становить близько 50 % випадків і вражає чоловіків, починаючи з чотирирічного віку. Інші поширені м'язові дистрофії включають м'язову дистрофію Беккера, фаціоскапуло-гумеральну м'язову дистрофію і Міотонічну дистрофію, в той час як м'язова дистрофія кінцівок і вроджена м'язова дистрофія є групою з декількох — зазвичай ультра рідкісних — генетичних захворювань.
М'язові дистрофії викликані мутаціями в генах, зазвичай беруть участь в створенні м'язових білків. Ці мутації успадковуються від батьків або можуть виникати спонтанно під час раннього розвитку. М'язові дистрофії можуть бути Х-зчепленими рецесивними, аутосомно-рецесивними або аутосомно-домінантними. Діагностика часто включає аналіз крові і генетичне тестування.
Ліків від м'язової дистрофії не існує. На даний час розробляється кілька препаратів, спрямованих на усунення першопричини захворювання, включаючи генну терапію і антисенсові препарати. Інші ліки, що застосовуються, включають стероїди для уповільнення дегенерації м'язів, протисудомні препарати для контролю судом і деякої активності м'язів, а також імунодепресанти для уповільнення пошкодження відмерлих клітин м'язів. Фізіотерапія, Брейс-апарат і коригувальні операції можуть допомогти при деяких симптомах, в той час як допоміжна вентиляція може знадобитися тим, у кого слабкі дихальні м'язи.
Результат залежить від конкретного типу захворювання. Багато хворих з часом втрачають здатність ходити, а м'язова дистрофія Дюшенна, зокрема, пов'язана зі скороченням тривалості життя.
М'язова дистрофія була вперше описана в 1830-х роках Чарльзом Беллом. Слово «дистрофія» походить від грецького dys, що означає «немає, не-» і troph-, що означає «живити».

## Ознаки та симптоми
Ознаками та симптомами, характерними для м'язової дистрофії, є:
- Прогресуюче виснаження м'язів
- Погана рівновага
- Сколіоз (викривлення хребта і спини)
- Прогресуюча нездатність ходити
- Шкандибаюча хода
- Деформація колінної чашечки
- Обмежений діапазон рухів
- Утруднене дихання
- Кардіоміопатія
- М'язові спазми
- Ознака Гауерса

## Причина
Більшість м'язової дистрофії передається у спадок; різні м'язові дистрофії успадковуються за різними схемами (Х-зчеплена, аутосомно-рецесивна або аутосомно-домінантна). У невеликого відсотка пацієнтів захворювання може бути викликане мутацією de novo (спонтанної).

## Діагностика
Діагноз м'язової дистрофії ставиться на підставі результатів біопсії м'язів, підвищення рівня креатинфосфокінази (CpK3), електроміографії і генетичного тестування. Фізичний огляд і історія хвороби пацієнта допоможуть лікарю визначити тип м'язової дистрофії. При різних типах м'язової дистрофії уражаються конкретні групи м'язів.

### Класифікація
| Назва розладу                           | OMIM | Ген       | Шаблон успадкування | Вік початку                      | Уражені м'язи                                                                | Опис |
| --------------------------------------- | --- | --------- | ------------------- | -------------------------------- | ---------------------------------------------------------------------------- | --- |
| М'язова дистрофія Беккера               | 300376 [Архівовано 2 червня 2019 у Wayback Machine.]                                                      | DMD       | XR                  | Дитинство                        | Дистальні кінцівки переходять у загальну слабкість                           | Менш важкий варіант м'язової дистрофії Дюшенна, вражає переважно хлопчиків. |
| Вроджена м'язова дистрофія              | Кілька | Кілька    | AD, AR              | При народженні                   | Загальна слабкість                                                           | Симптоми включають загальну м'язову слабкість і можливі деформації суглобів. Хвороба прогресує повільно, а тривалість життя скорочується. Вроджена м'язова дистрофія включає в себе кілька захворювань з різними симптомами. Дегенерація м'язів може бути легкою або важкою. Проблеми можуть обмежуватися скелетною мускулатурою, або м'язова дегенерація може супроводжуватися ураженням мозку та інших систем органів.Кілька форм вродженої м'язової дистрофії викликані дефектами білків, які, як вважається, мають певне відношення до комплексу дистрофін-глікопротеїн і до зв'язків між м'язовими клітинами і навколишньою їх клітинною структурою. При деяких формах вродженої м'язової дистрофії спостерігаються важкі пороки розвитку мозку, такі як ліссенцефалія і гідроцефалія. |
| М'язова дистрофія Дюшенна               | 310200 [Архівовано 15 травня 2021 у Wayback Machine.]                                                     | DMD       | XR                  | Дитинство                        | Дистальні кінцівки переходять у загальну слабкість, включаючи дихальні м'язи | Найбільш поширена дитяча форма м'язової дистрофії, що вражає переважно хлопчиків (у жінок-носіїв можуть спостерігатися слабкі симптоми). Характеризується прогресуючим виснаженням м'язів. Клінічні симптоми стають очевидними, коли дитина починає ходити. До 10 років дитині можуть знадобитися скоби, а до 12 років більшість пацієнтів не можуть ходити. Звичайна тривалість життя становить від 15 до 45 років. Спорадичні мутації в цьому гені зустрічаються часто. |
| Дистальна м'язова дистрофія             | 254130 [Архівовано 26 травня 2021 у Wayback Machine.]                                                     | DYSF      | AD, AR              | 20–60 років                      | Дистальні м'язи в руках, передпліччях і гомілках                             | Прогрес повільний і не небезпечний для життя. Міопатія Мійоші, одна з дистальних м'язових дистрофій, викликає початкову слабкість в литкових м'язах і викликається дефектами в тому ж гені, який відповідає за одну з форм м'язової дистрофії кінцівок. |
| М'язова дистрофія Емері -Дрейфуса       | Кілька | Кілька    | XR, AD, AR          | Дитинство, ранні підліткові роки | Дистальні м'язи кінцівок, кінцівка-пояс, серце                               | Симптоми включають м'язову слабкість і виснаження, що починаються в дистальних м'язах кінцівок і прогресують до залучення м'язів кінцівок — пояса. У більшості пацієнтів також спостерігаються дефекти серцевої провідності і аритмії. |
| Фаціоскапуло -плечова м'язова дистрофія | 158900 [Архівовано 19 січня 2022 у Wayback Machine.]                                                      | DUX4      | AD                  | Підлітковий вік                  | Обличчя, плечі, плечі, просуваються до інших м'язів                          | Викликає прогресуючу слабкість, спочатку в м'язах обличчя, плечей і верхньої частини рук. Часто уражаються додаткові м'язи. Уражені люди можуть набути важку інвалідність, 20 % з них до 50 років потрібно інвалідне крісло. У 30 % випадків відбуваються спонтанні мутації. Проникнення і тяжкість захворювання, мабуть, нижче у жінок в порівнянні з чоловіками. |
| М'язова дистрофія кінцівок і поясів     | Кілька | Кілька    | AD, AR              | Будь -коли                       | Верхні руки і ноги                                                           | Зазвичай людина веде нормальний спосіб життя з деякою допомогою. Рідкісні серцево-легеневі ускладнення можуть бути небезпечні для життя. |
| Міотонічна м'язова дистрофія            | 160900 [Архівовано 20 січня 2022 у Wayback Machine.] 602668 [Архівовано 20 січня 2022 у Wayback Machine.] | DMPK CNBP | AD                  | Дорослість                       | Скелетні м'язи, серце, інші групи м'язів                                     | Має міотонію (уповільнення розслаблення м'язів), а також м'язове виснаження і слабкість. Різниться по тяжкості і проявам і вражає багато систем організму, крім скелетних м'язів, включаючи серце, ендокринні органи і очі. |
| М'язова дистрофія окоглотки             | 164300 [Архівовано 19 січня 2022 у Wayback Machine.]                                                      | PABPN1    | AD, рідко AR        | 40-50 років                      | Очні м'язи, обличчя, горло, таз, плечі                                       | |

## Лікування

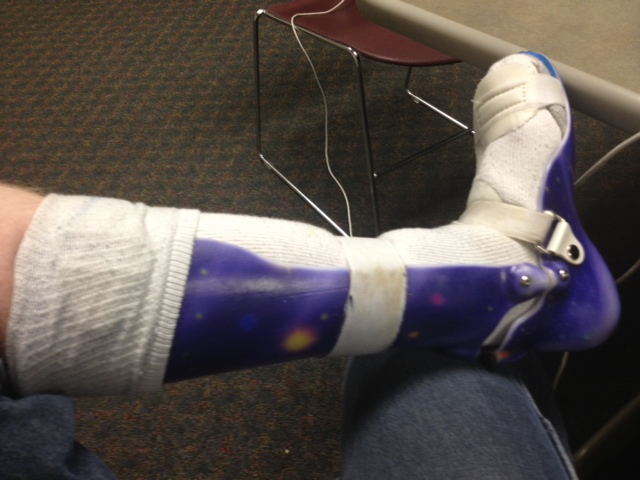
Ножний бандаж, який вдягають на ліву ногу, з гомілковостопним шарніром

В даний час не існує ліків від м'язової дистрофії. З точки зору лікування, фізіотерапія, трудотерапія, ортопедичне втручання (наприклад, логопедія і респіраторна терапія можуть бути корисні. Низькоінтенсивні кортикостероїди, такі як преднізон і дефлазакорт, можуть допомогти підтримати м'язовий тонус. Ортези (ортопедичні пристрої, які використовуються для підтримки) і коригувальна ортопедична хірургія можуть знадобитися для поліпшення якості життя в деяких випадках. Проблеми з серцем, що виникають при EDMD і міотонічній м'язовій дистрофії, можуть вимагати встановлення кардіостимулятора. Міотонія (уповільнене розслаблення м'язів після сильного скорочення), що виникає при міотонічній м'язовій дистрофії, може лікуватися такими препаратами, як хінін.
Окупаційна терапія допомагає людині з МД брати участь в повсякденному житті (наприклад, в само годуванні та особистому догляді) і проводити дозвілля на максимально незалежному рівні. Це може бути досягнуто за допомогою адаптивного обладнання або використання методів енергозбереження. Окупаційна терапія може внести зміни в навколишнє середовище людини, як вдома, так і на роботі, щоб підвищити його функціональність і доступність; крім того, вона займається психосоціальними змінами і когнітивним зниженням, які можуть супроводжувати МД, а також забезпечує підтримку і просвітництво сім'ї та самої людини щодо захворювання.

## Прогноз
Прогноз залежить від конкретної форми м'язової дистрофії. Деякі дистрофії викликають прогресуючу слабкість і втрату функції м'язів, що може призвести до важкої фізичної інвалідності і небезпечному для життя погіршення роботи дихальних м'язів або серця. Інші дистрофії не впливають на тривалість життя і викликають лише відносно легкі порушення.

## Історія
У 1860-х роках в медичних журналах стали з'являтися описи хлопчиків, які прогресивно слабшали, втрачали здатність ходити і вмирали в ранньому віці. У наступному десятилітті французький невролог Гійом Дюшен дав вичерпний опис найбільш поширеної і важкої форми захворювання, яка тепер носить його ім'я — хвороба Дюшена.

## Суспільство і культура
У 1966 році Джеррі Льюїс та Асоціація м'язової дистрофії (MDA) почали щорічну телепередачу «Телемарафон Джеррі Льюїса», присвячену Дню праці, яка, ймовірно, зробила більше для підвищення обізнаності щодо м'язової дистрофії, ніж будь-які інші заходи чи ініціативи. Проте прихильники прав інвалідів розкритикували телемарафон за те, що він зображає тих, хто живе з цією хворобою, як тих, хто заслуговує жалю, а не поваги.
18 грудня 2001 року в США був підписаний закон MD CARE Act; він вносить зміни у Закон про службу суспільного охорони здоров'я, щоб забезпечити проведення досліджень для різних м'язових дистрофій. Цей закон також затвердив Координаційний комітет з м'язевої дистрофії, щоб допомогти сфокусувати дослідницькі зусилля за допомогою наступної стратегії дослідження.
Спільнота користувачів World Community Grid надала потужності своїх домашніх комп'ютерів для проєкту розробки ліків від м'язової дистрофії.